# Коричневый илиоф
Коричневый илиоф (лат. Ilyophis brunneus) — вид глубоководных лучепёрых рыб из семейства синафобранховых (Synaphobranchidae). Встречается в Атлантическом, Индийском и Тихом океанах на глубинах 450—3120 м.
Видовое название brunneus означает «тёмно-коричневый».

## Описание
Угорь тёмно-коричневого цвета с фиолетовым оттенком на рыле. Максимальная длина достигает 58 см.
Тело полностью покрыто чешуёй. Поры боковой линии явственно бледнее, чем остальное тело. Количество позвонков 145—151.
Питается кольчатыми червями и ракообразными.